# Fíbula (micologia)

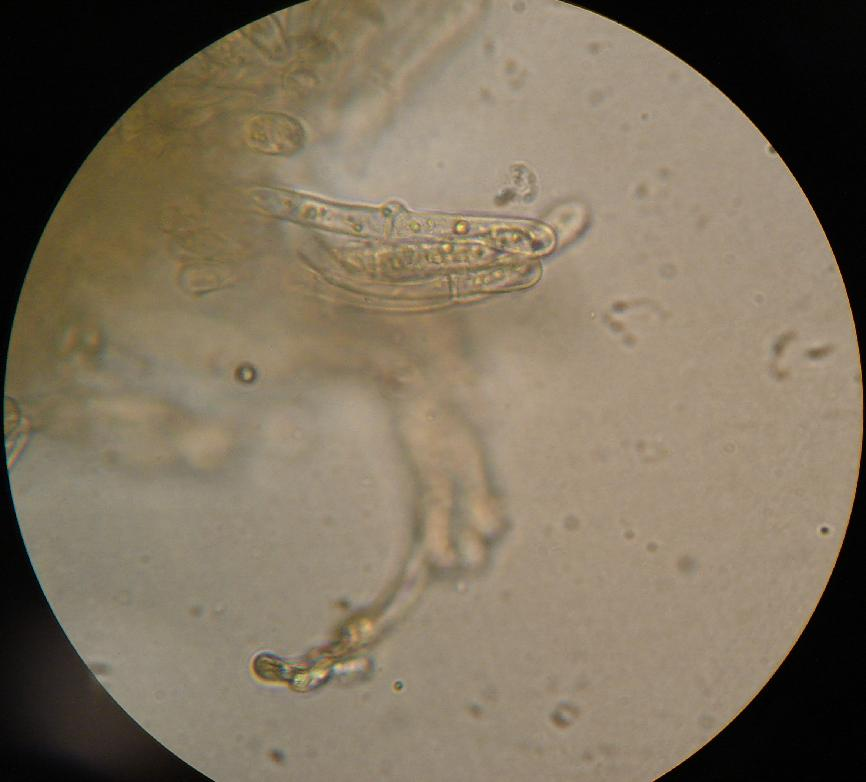
Uma fíbula de Cantharellus

Uma fíbula, também conhecida como ansas de anastomose, é uma estrutura semelhante a um gancho formada pelo crescimento de células de hifas de determinados fungos. Ela é criada para garantir que cada célula, ou segmento de hifas separadas por septos (paredes transversais), receba um conjunto de diferentes núcleos, que são obtidos através do acasalamento de hifas de diferentes tipos sexuais. Também desempenha um papel genético, criando variações genéticas dentro das hifas, da mesma forma que os mecanismos encontrados no Crozier durante a reprodução sexual.

## Formação

Formação de uma fíbula entre dois núcleos (um mostrado em verde, o outro laranja)

Esta estrutura é formada pelo terminal da hifa durante o alongamento. Antes de ser formada, este segmento terminal contém dois núcleos. Uma vez que o segmento do terminal é longo o suficiente, ele começa a formar a fíbula. Ao mesmo tempo, cada núcleo sofre divisão mitótica para produzir dois núcleos filhos. À medida que o processo continua a se desenvolver, ele absorve um dos núcleos filhos (círculo verde) e o separa de seu núcleo irmão. Enquanto isso ocorre, os núcleos remanescentes (círculos laranja) começam a migrar um do outro para as extremidades opostas da célula. Uma vez que todas essas etapas tenham ocorrido, um septo se forma, separando cada conjunto de núcleos.

## Uso na classificação
As fíbulas são estruturas exclusivas do filo Basidiomycota. Muitos fungos deste filo produzem esporos em basidiocarpos (corpos frutíferos, ou cogumelos), acima do solo. Embora sejam exclusivas deste filo, nem todas as espécies possuem estas estruturas. Como tal, a presença ou ausência de fíbulas tem sido uma ferramenta na categorização de gêneros e espécies.

## Registro fóssil
Em relação aos registros fósseis, encontrou-se um micélio fúngico contendo abundantes fíbulas datadas da época Pennsylvaniana (298,9 a 323,2 milhões de anos atrás). Este fóssil, classificado na forma de gênero Palaeancistrus, possui hifas que se comparam aos basidiomicetos saprofíticos existentes. As mais antigas fíbulas conhecidas existem nas hifas presentes na samambaia fóssil Botryopteris antiqua, que precede Palaeancistrus por cerca de 25 milhões de anos.